# My Way (canção de Frank Sinatra)
"My Way" é uma versão em língua inglesa da canção francesa "Comme d'habitude", que foi lançada pela primeira vez pelo autor, Claude François, em 1967, na França. Em 1968, Frank Sinatra lançou sua versão em inglês, adaptada por Paul Anka e que virou um de seus maiores clássicos. Entretanto, a letra não tem relação com a versão original em francês. É uma das músicas populares mais gravadas da história. 
A versão de estúdio de Elvis Presley foi gravada em junho de 1971 e lançada só em 1995 no disco Walk A Mile In My Shoes. Existem as versões ao vivo do show do Havaí que foi lançada no disco ao vivo em 1973 denominado Aloha from Hawaii e outra lançada em 1977 em um compacto simples com "America The Beautiful" no lado B, não se esquecendo da versão do disco Elvis in Concert, uma versão ao vivo de 1977.
Em 16 de julho de 1994, no show realizado no Dodge Stadium de Los Angeles, Os Três Tenores Luciano Pavarotti, Plácido Domingo e José Carreras gravam "My Way", estando Frank Sinatra na plateia. No filme do grupo de punk rock inglês Sex Pistols, The Great Rock 'n' Roll Swindle, de 1980, o baixista da banda, Sid Vicious, canta uma versão da música.
Em 14 de setembro de 2012 foi lançado o filme de origem francesa intitulado My Way, o Mito Além da Música, dirigido por Florent Emilio Siri, que conta a vida de Claude François, coautor da versão original composta em 1967.